# Дом Телешова
Городская усадьба Ф. А. Толстого — Карзинкиных — жилой особняк в Москве, в Белом городе, по адресу: Покровский бульвар, 16-18 строение 4-4а.
Объект культурного наследия Москвы федерального значения. На доме установлена мемориальная доска.

## История
Дом построен на рубеже XVIII и XIX веков одной из ветвей графов Толстых. В 1818 году разбогатевший на хлопковых тканях купец Андрей Сидорович Карзинкин приобрёл дом у графа Фёдора Толстого. Наследники Карзинкина преумножили семейное богатство. В 1894 году особняк был перестроен архитектором В. В. Барковым.
Представители просвещённого московского купечества, Карзинкины устраивали у себя литературно-музыкальные вечера, на которых часто бывал друживший с этой семьёй А. Н. Островский. В собрании сочинений драматурга опубликованы в том числе письма к А. А. Карзинкину.
На любительской сцене в декабре 1884 года состоялось первое выступление К. С. Алексеева (Станиславского) в роли Подколесина в гоголевской «Женитьбе». Впервые молодой актёр работал под руководством артиста Малого театра М. А. Решимова, ставившего спектакль. Много лет спустя Станиславский вспоминал день премьеры: «Это был один из самых веселых балов, но, конечно, не для меня».
В конце XIX века дом поделили брат и сестра: на первом этаже проживали художница Елена Андреевна Карзинкина с супругом писателем Николаем Дмитриевичем Телешовым, у которых в этом доме по средам в 1899—1916 годах собиралась творческая московская интеллигенция. На «средах» в доме Телешова бывал весь цвет литературной Москвы начала XX века: Л. Н. Андреев, К. Д. Бальмонт, В. Я. Брюсов, И. А. Бунин, А. С. Серафимович, В. В. Вересаев, А. М. Горький, А. И. Куприн и другие.
Второй этаж занимал меценат Александр Андреевич Карзинкин с женой — примой балета Большого театра Аделиной Джури и дочерью. После 1917 года здание было национализировано, хозяевам оставили лишь комнату. Потомки Телешовых живут в доме и в XXI веке. С 1981 года в доме также находится Московское городское отделение Всероссийского общества охраны памятников истории и культуры.

## Архитектура

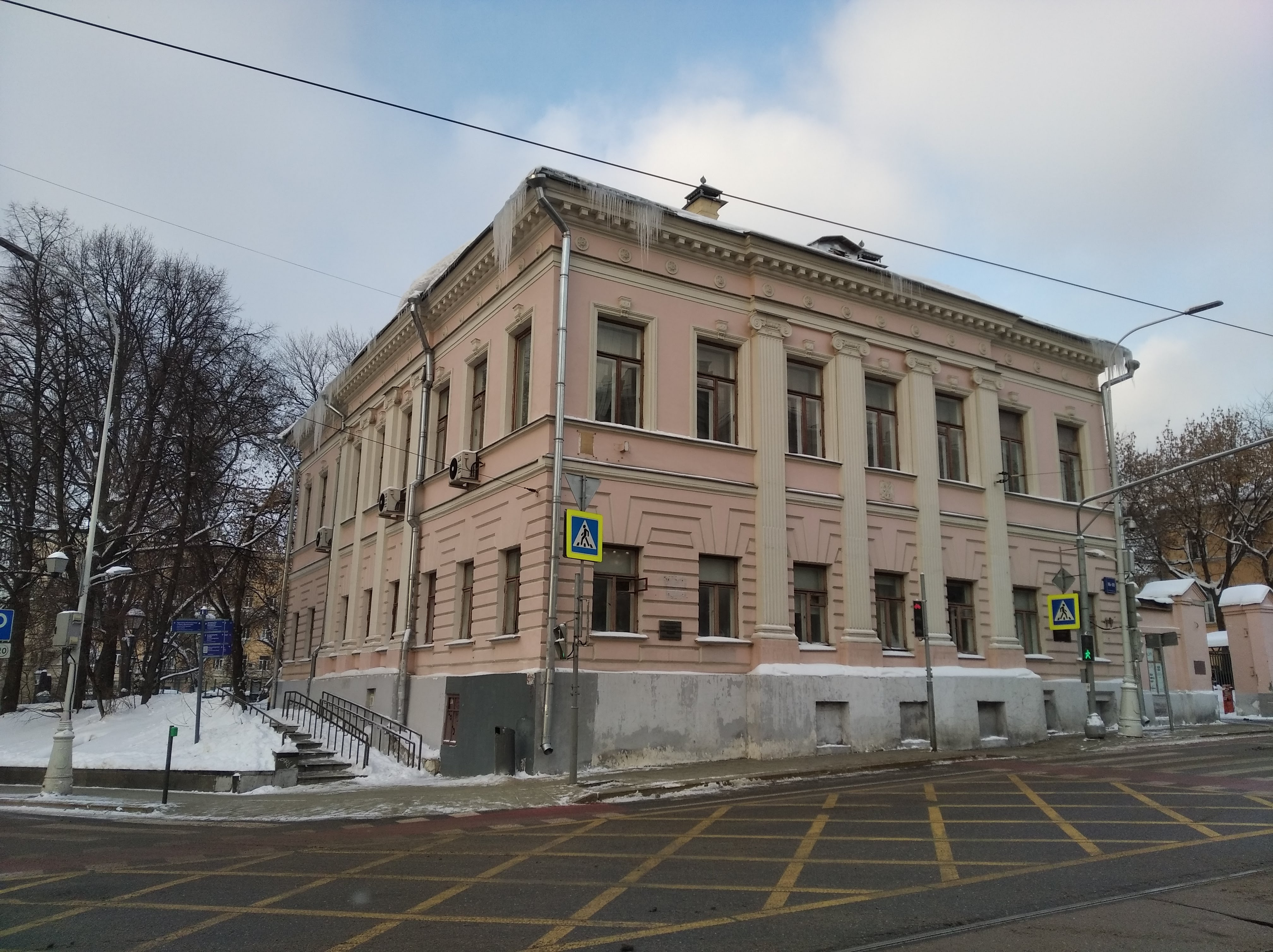
Современный вид с Покровского бульвара (декабрь 2023)

Главный дом усадьбы поставлен продольным фасадом на юг над круто уходящим вниз Подколокольным переулком, а торцевым фасадом — к Покровскому бульвару. Оба фасада трактованы как парадные и оформлены одинаковыми четырёхпилястровыми ионическими портиками. Первоначальный декор фасадов главного дома сохранился почти без изменений. Однако в конце XIX века появились каннелюры на пилястрах, розетки на фризе, оформление окон второго этажа.
Флигель, поставленный поперёк территории усадьбы, отделял парадный двор от хозяйственного. В начале XIX столетия, после устройства сада на вновь присоединённом участке по Подколокольному переулку, парадный двор был замкнут в глубине изогнутым в плане корпусом. Служебные корпуса усадьбы неоднократно расширялись и переделывались; частично сохранился ампирный фасад флигеля.